# Esteban Vigo
Esteban Vigo Benítez, también conocido como "Boquerón" Esteban (Vélez-Málaga, Málaga, 17 de enero de 1955) es un exfutbolista y entrenador español.
Jugaba de centrocampista. Es considerado en Jerez como el mejor entrenador que ha tenido el Xerez Club Deportivo a lo largo de su historia, consiguiendo el primer y único ascenso del club a Primera División. Precisamente fue ese el último equipo al que entrenó. También dirigió al Hércules Club de Fútbol, con el que consiguió otro ascenso a la Primera División de España.

## Trayectoria

### Como jugador
Formado en las categorías inferiores del Vélez Club de Fútbol, el "Boquerón" Esteban jugó entre otros equipos en el CD Málaga y el F. C. Barcelona. Estando en el club catalán consiguió varios títulos, incluyendo la Liga en 1985. En la final de la Copa del Rey de 1981, marcó el tercer gol en la victoria por 3 a 1 frente al Real Sporting de Gijón. Representó a España en los Juegos Olímpicos de 1976 y en 1981 fue convocado 3 veces con la selección española. En 1987, Vigo regresó a Málaga para enrolarse en el Super Málaga que también contaba en sus filas con Juanito, consiguiendo el ascenso a la Primera División. Finalmente, se retiró en 1991.

### Como entrenador
Inicios
Posteriormente, Esteban fue entrenador de varios equipos. Su primera experiencia fue en el Almería CF, equipo al que dirigió en los tres últimos partidos de la temporada 95-96 como entrenador interino, sustituyendo a Pepe Cayuela (era su segundo) y logrando la permanencia en Segunda División.
Categorías inferiores del F. C. Barcelona
Luego pasó al fútbol base del F. C. Barcelona, dirigiendo al Barça "C" durante dos temporadas, dejándolo en 5.º y 6.º puesto.
Xerez CD
Pero sus aspiraciones le hicieron probar suerte en otros banquillos, y así recaló en el Xerez CD en noviembre de 2003, donde conseguiría sus mayores éxitos. En su primera etapa (temporada 2003-04), logró una cómoda permanencia; pero fue despedido antes de terminar la temporada por apoyar a los jugadores en sus protestas contra el presidente por impagos de sus sueldos.
Córdoba CF, UE Lleida y Dinamo Bucureşti
Tras su abrupta marcha del banquillo de Chapín, dirigió a otros equipos: Córdoba CF (en una breve experiencia de apenas siete partidos en los que sólo sumó un punto), UE Lleida (permaneciendo poco más de dos meses en el cargo), y Dinamo Bucureşti (dimitió antes de llegar a debutar en partido oficial).
Regreso al Xerez
En febrero de 2008, inició su segunda etapa en el Xerez CD, al que salvó nuevamente del descenso en la temporada 2007-08, tras cogerlo en penúltimo lugar tras la jornada 24 y sumar 30 puntos en 18 partidos; y al año siguiente, dirigió al equipo azulino hacia el ascenso a Primera División por primera vez en la historia de este club, batiendo todos los récords del equipo además de llevarse el título de campeón, consiguiendo la segunda puntuación más alta de la historia de Segunda. En esos dos años en Jerez se ganó el cariño de toda la ciudad, mientras que en su ciudad natal siguieron atentos la evolución del técnico, al que finalmente otorgaron el "Escudo de Oro". Sin embargo, el club no llegó a una entente con el técnico para renovar su contrato.
Hércules CF
Tras la marcha de Juan Carlos Mandiá al Racing de Santander, el Hércules CF hizo oficial el 30 de junio de 2009 el acuerdo con el Boquerón para ser el entrenador del conjunto blanquiazul para las tres próximas temporadas, con una cláusula de rescisión de 6 millones de euros. El equipo de Esteban logró el ascenso a la Liga BBVA en la primera de ellas, finalizando como subcampeón de Segunda División. Así, el entrenador veleño consiguió por primera vez en la historia dos ascensos consecutivos a la máxima categoría con diferentes equipos.
El Hércules de Esteban tuvo un arranque más que correcto en la temporada 2010-11, llegando incluso a soñar con puestos europeos. Sin embargo, poco a poco iría empeorando sus registros. Finalmente, atravesando una pésima racha fuera de casa, con una sola victoria (0-2 en el Camp Nou) y más de mil minutos sin marcar un gol, y tras una contundente derrota por 0-4 ante el Osasuna que colocaba al Hércules como último clasificado, el club alicantino decidió destituir al técnico malagueño el 20 de marzo de 2011.
Año sabático
A finales de 2010, se publicó "Ganador", escrita por el periodista Rubén Guerrero, la obra biográfica que analiza la trayectoria deportiva de Esteban Vigo, con prólogo de Tomás Guasch y la participación de más de 30 protagonistas relacionados con el mundo del deporte, la política y la sociedad.
En junio de 2011, el Xerez CD intentó volver a contratar a Esteban, el entrenador del ascenso, para la temporada 2011-12. Vigo era la primera opción del Xerez, pero al final no hubo acuerdo entre el preparador malagueño y el club azulino.
UD Almería
El 4 de abril de 2012, volvió a entrenar a un equipo, siendo contratado por la Unión Deportiva Almería para el resto de la temporada 2011-12 con el objetivo de frenar la mala racha del equipo andaluz y consolidar la posición de "play-off" de ascenso, algo que no logró, dejando al conjunto rojiblanco 7.º y a un solo punto de la promoción de ascenso.
Tercera etapa en el Xerez
El 9 de julio de 2012, saltó la noticia de su regreso como entrenador al Xerez CD, empezando así su tercera etapa en la entidad azulina a partir de la temporada 2012-13. Sin embargo, a diferencia de las dos ocasiones anteriores, esta vez no tuvo éxito al ser destituido en febrero de 2013, con el equipo en el último lugar de la clasificación de Segunda División tras disputarse 26 jornadas.
Cuarta etapa en el Xerez
El 17 de febrero de 2021, 8 años después de su marcha, el Xerez CD anunció el regreso de Esteban Vigo al banquillo con el objetivo de ascender a Segunda División B. El equipo azulino no pudo alcanzar dicho objetivo, siendo derrotado por la AD Ceuta en la final del "play-off", y Esteban Vigo abandonó el club poco después.

## Clubes

### Como jugador
| Club            | País   | Año       | Partidos | Goles |
| --------------- | ------ | --------- | -------- | ----- |
| CA Malagueño    | España | 1973-1974 |          |       |
| CA Marbella     | España | 1974-1975 |          |       |
| CD Málaga       | España | 1975-1977 | 53       | 7     |
| F. C. Barcelona | España | 1977-1987 | 166      | 18    |
| CD Málaga       | España | 1987-1991 | 109      | 17    |

### Como entrenador
| Período                                  | Equipo              | País    | Pts | PJ  | PG  | PE | PP | GF  | GC  | Dif | % v.  |
| ---------------------------------------- | ------------------- | ------- | --- | --- | --- | -- | -- | --- | --- | --- | ----- |
| 1996                                     | Almería CF          | España  | 2   | 3   | 0   | 2  | 1  | 1   | 5   | -4  | 0     |
| 2001-2003                                | F. C. Barcelona "C" | España  | 117 | 76  | 33  | 18 | 25 | 123 | 102 | +11 | 43.42 |
| 2003-2004                                | Xerez CD            | España  | 43  | 29  | 11  | 10 | 8  | 39  | 34  | +5  | 37.93 |
| 2004                                     | Córdoba CF          | España  | 1   | 7   | 0   | 1  | 6  | 1   | 9   | -8  | 0     |
| 2006                                     | Dinamo Bucureşti    | Rumania | 0   | 0   | 0   | 0  | 0  | 0   | 0   | 0   | 0     |
| 2006-2007                                | UE Lleida           | España  | 13  | 10  | 3   | 4  | 3  | 9   | 8   | +1  | 30    |
| 2008-2009                                | Xerez CD            | España  | 112 | 60  | 32  | 16 | 12 | 94  | 60  | +34 | 53.33 |
| 2009-2011                                | Hércules CF         | España  | 97  | 71  | 26  | 19 | 26 | 86  | 81  | +5  | 36.62 |
| 2012                                     | UD Almería          | España  | 18  | 11  | 5   | 3  | 3  | 11  | 6   | +5  | 45.45 |
| 2012-2013                                | Xerez CD            | España  | 22  | 26  | 5   | 7  | 14 | 22  | 42  | -20 | 19.23 |
| 2021                                     | Xerez CD            | España  | 18  | 13  | 5   | 3  | 5  | 12  | 11  | +1  | 38.46 |
| Total                                    | Total               | Total   | 425 | 293 | 115 | 80 | 98 | 398 | 358 | +40 | 39.25 |
| Nota: Sólo se incluyen partidos de Liga. |                     |         |     |     |     |    |    |     |     |     |       |

## Palmarés

### Como jugador

#### Campeonatos nacionales
| Título           | Club            | País   | Año  |
| ---------------- | --------------- | ------ | ---- |
| Copa del Rey     | F. C. Barcelona | España | 1978 |
| Copa del Rey     | F. C. Barcelona | España | 1981 |
| Copa de la Liga  | F. C. Barcelona | España | 1983 |
| Copa del Rey     | F. C. Barcelona | España | 1983 |
| Supercopa        | F. C. Barcelona | España | 1983 |
| Liga Española    | F. C. Barcelona | España | 1985 |
| Copa de la Liga  | F. C. Barcelona | España | 1986 |
| Segunda División | CD Málaga       | España | 1988 |

#### Campeonatos internacionales
| Título           | Club            | País   | Año  |
| ---------------- | --------------- | ------ | ---- |
| Recopa de Europa | F. C. Barcelona | España | 1979 |
| Recopa de Europa | F. C. Barcelona | España | 1982 |

### Como entrenador
| Título                                   | Club        | País   | Año       |
| ---------------------------------------- | ----------- | ------ | --------- |
| Campeón de Segunda División (ascenso)    | Xerez CD    | España | 2008-2009 |
| Subcampeón de Segunda División (ascenso) | Hércules CF | España | 2009-2010 |

## Curiosidades

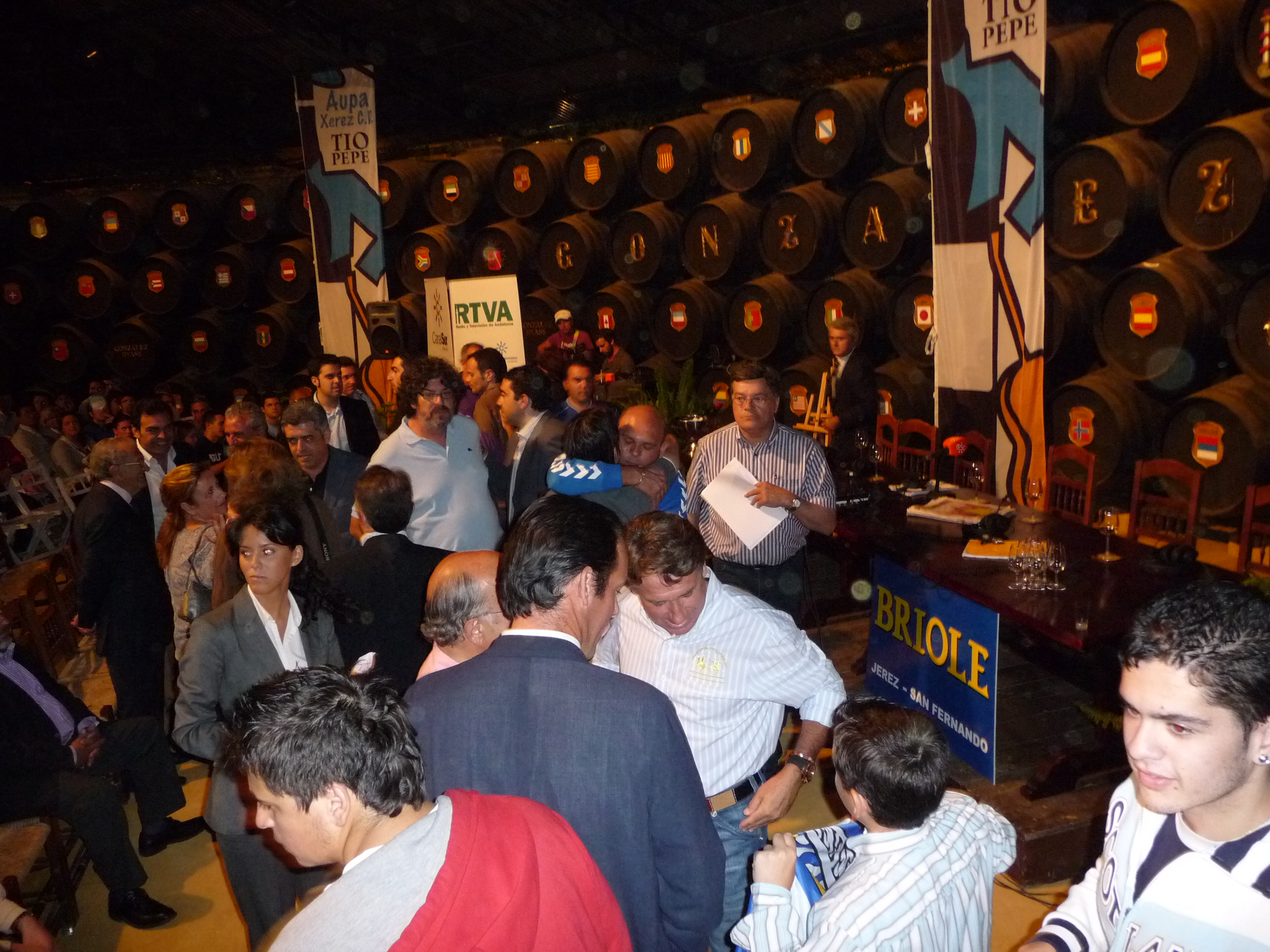
Boquerón en El Pelotazo.

- El apodo de "Boquerón" se lo puso el mítico jugador alicantino Juan Manuel Asensi.
- El golf es una de sus grandes aficiones.
- Su traspaso al F. C. Barcelona fue toda una bendición para el Málaga CF, ya que con el dinero obtenido pudieron pagar las nóminas.[46]
- Jugando con el Málaga pero ya fichado por el Barça, marcó un gol con la mano a los azulgrana que, sin embargo, ganaron aquel partido.
- Él y Juanito fueron los primeros futbolistas malagueños en competir en unos Juegos Olímpicos.[47]
- Sólo Miguel Ángel Lotina, José Bordalás y él han conseguido dos ascensos consecutivos a Primera División, con el añadido para Vigo que uno de ellos era inédito.
- Tras ascender al Xerez CD en la temporada 2008-09, Josep Guardiola le dijo que lo difícil no era lo que hizo él (ganar el triplete con el Barcelona), sino lo que había conseguido Esteban con lo que tenía.[48]
- Esteban quiso la cesión de Pedro para la temporada 2009-10, pero Josep Guardiola le dijo que no podía ser, porque lo necesitaba.[48]
- Es el entrenador que ha dirigido en más ocasiones al Xerez CD en el fútbol profesional (114 partidos) y el que tiene mayor porcentaje de victorias con el equipo azulino.[49][50]
- 'Ganador' es el título de la biografía de Esteban Vigo.[34]